# Möja Jernväg
Möja Jernväg är en privatägd museijärnväg som är belägen i Bergs fiskeby på ön Möja i Stockholms skärgård. Som dragkraft används ångloket Lappen, byggt 1904 av Orenstein & Koppel i Berlin. Banan har även en hembyggd ångdressin, byggd 1973.